# わたし達はおとな
『わたし達はおとな』（わたしたちはおとな）は、2022年6月10日に公開された日本映画。監督・脚本は加藤拓也、主演は木竜麻生。PG12指定。
ある日、妊娠に気づいた大学生の女性とその恋人の青年の思いや考えのすれ違いを中心に、若者たちの等身大の日常や恋愛が描かれる。
再編集されテレビドラマ化、メ〜テレで2024年4月より順次放送。

## 製作
本作はメ〜テレとダブがタッグを組み、次世代を担う映画監督と俳優たちを組み合わせ、「不器用に、でも一生懸命『今』を生きるヒロインたち」をそれぞれの視点で映画化するプロジェクト「(not) HEROINE movies（ノット・ヒロイン・ムービーズ）」の第1弾公開作品として制作された。
オリジナル脚本を執筆し、監督を務めた加藤は本作について「私達の生活を非日常で俯瞰して体験する、そんなことがテーマの映画です」「これは生活の映画なのです。ドキュメンタリーじゃないですよ。アドリブもないですよ。映画だから」とコメントしている。

## キャスト
優実（ゆみ）
演 - 木竜麻生
大学生。デザインの勉強をしている。
演劇サークルのチラシを作ったことがきっかけで出会った直哉と付き合っている。
直哉（なおや）
演 - 藤原季節
大学生。優実の恋人。演劇サークルに所属。将来自分の劇団を持ちたいと願っている。
臼井
演 - 菅野莉央
優実の大学の仲間。
池田
演 - 清水くるみ
優実の大学の仲間。
絵梨
演 - 森田想
優実の大学の仲間。
将人
演 - 桜田通
優実の元恋人。
伊藤
演 - 山崎紘菜
直哉の元恋人。
その他（役名不明）
- 片岡礼子[6]
- 石田ひかり[6]
- 佐戸井けん太[6]
- 鈴木勝大
- 山脇辰哉
- 上村侑
- 中山求一郎
- 諫早幸作
- 伊藤風喜
- 鳥谷宏之
- 平原テツ

## スタッフ
- 監督・脚本 - 加藤拓也
- 音楽 - 谷川正憲
- 主題歌 - the engy「Sugar & Cigarettes」（Victor Entertainment）[7]
- 製作 - 狩野隆也、松岡雄浩、宇田川寧
- エグゼクティブプロデューサー - 服部保彦
- プロデューサー - 松岡達矢、柴原祐一
- 撮影 - 中島唱太
- 照明 - 土山正人（JSL）
- 録音 - 小野川浩幸、紫藤佑弥
- 美術 - 宮守由衣
- 装飾 - 桑田真志
- 編集 - 田巻源太
- 衣装 - 加藤みゆき
- ヘアメイク - 内城千栄子
- 助監督 - 土岐洋介
- ラインプロデューサー - 谷川詩織
- 配給 - ラビットハウス
- 宣伝 - FINOR
- 製作プロダクション - ダブ
- 製作幹事 - メ〜テレ
- 製作 -「わたし達はおとな」製作委員会